# Neorepukia
Neorepukia är ett släkte av spindlar. Neorepukia ingår i familjen trattspindlar.
Kladogram enligt Catalogue of Life:
| Neorepukia | \| \| Neorepukia hama \| \| \| \| \| \| Neorepukia pilama \| \| \| \| |
|            | \| \| Neorepukia hama \| \| \| \| \| \| Neorepukia pilama \| \| \| \| |
|            | Neorepukia hama                                                       |
|            |                                                                       |
|            | Neorepukia pilama                                                     |
|            |                                                                       |